# Luís de Toledo Piza e Almeida
Luís de Toledo Piza e Almeida (São João do Capivari, 18 de agosto de 1857 — São Paulo, 6 de julho de 1923) foi um advogado, industrial, e político brasileiro.
Como jornalista, foi diretor do jornal A Republica do Rio de Janeiro e colaborador no jornal O Estado de S. Paulo
Na politica, membro do Partido Republicano Paulista, foi deputado estadual na Câmara do Congresso Legislativo do Estado de São Paulo por três legislaturas (1891 a 1892, 1895 a 1897 e 1898 a 1900), onde foi por seis vezes presidente da Câmara do Congresso Legislativo do Estado de São Paulo de São Paulo de 8 de março de 1893 a 11 de abril de 1899, quando renunciou ao mandato. Foi eleito deputado federal para a legislatura 1900 a 1902.